# 白藤江の戦い (1288年)
白藤江の戦い（はくとうこうのたたかい、バクダンの戦い、ベトナム語：Trận Bạch Đằng 1288 / 陣白藤1288?）は、1288年にベトナムで行われた陳朝ベトナム軍と元軍との戦いである。

## 経過

### 経緯
憲宗8年（1258年）の第1次元越戦争および至元22年（1285年）の第2次元越戦争の二度の遠征に失敗したクビライは怒りを募らせ、至元24年（1287年）に三度目の出兵、第3次元越戦争を行った。今回の遠征では元はクビライの息子の一人鎮南王トガン（脱驩）を総司令官として9万の兵力を投入した。加えて何百にもなる戦船と、張文虎将軍率いる数十万石の糧食を運ぶ船団も備えていた。
今回の出兵にあたりクビライは「小国だからと交趾を甘く見てはいけない」とトガンに入念に説いたといわれる。
至元24年（1287年）11月末、トガン率いる元軍が国境を越えて諒山、北江に攻め入った。陳興道（ベトナム語: Trần Hưng Đạo チャン・フン・ダオ）の別名で知られる陳国峻は隘路や要害の地で戦いながら、萬劫（ハイズオン省チーリン）とドゥオン川流域の数ヶ所に軍を後退させた。
明けて至元25年（1288年）になるとトガンが直接指揮を取った部隊が萬劫を占領して、長期戦を戦うための陣地を構築し始めた。同じくして樊楫・ウマル（烏馬兒）らが指揮する戦船船団が海より白藤江を遡り、トガン軍と合流した。ウマルは張文虎の糧船船団を護衛する任務を与えられていたが、陳朝軍は阻止することができないと考え、萬劫へと向かったのである。

### 雲屯（ヴァンドン）の戦い
陳慶余は、ウマルの戦船団が通過してしまえば糧船船団を攻撃できると考え、配属された部隊の一部を割いて待ち伏せした。数日後糧食を満載しているために鈍重となっていた張文虎の糧船船団を雲屯にて奇襲を仕掛け、糧船の多くを沈没または強奪した。

### 白藤江の戦い
正月、軍隊を3つに分けて進軍したトガンは昇龍を占領したが、すでに都城の住民が朝廷の「清野」策（焦土作戦）を実行していて、もぬけの殻となっていた。元軍は陳朝の抗戦勢力を全滅させることができず、次第に守勢に立たされることになる。危機的な形勢に立たされたと判断したトガンは、萬劫に兵を引き、そこから水路と陸路の二手に分かれて本国へ退却することを決めた。
元軍を全滅させ、国を解放する機会ととらえた仁宗と陳国峻は反撃を決断した。陳国峻はバックダン川の潮位の上下を日々調べさせ、川底に杭を打ち伏兵を配した。
3月初め、樊楫・ウマルらが指揮する船団は、騎兵の護衛を伴いつつ白藤江を遡上した。戦船が杭を打ち込んだ地点に差し掛かると、陳軍の軽舟が出撃し、すぐに負けを装って後退した。懸命に追撃した元軍が伏兵された地点にたどり着くと、両岸から何千もの陳軍の小舟がなだれ込んできた。ちょうど潮が引きはじめた時刻だったとされている。元軍の船団は慌てて退却したが、干潮で水位が下がり顕わになった川底の杭に退路を阻まれ、多くの船が壊れて沈没するに至った。さらに陳軍は火をつけた筏を潮に乗せて流し、船団を炎上させたといわれる。生き残った兵士は川岸へと逃げたが、伏兵していた歩兵による奇襲攻撃を受けた。元軍の水兵は全滅し、ウマルは生け捕りにされた。
トガンが指揮した部隊は萬劫より諒山の方向へ逃走し、陳朝軍の追撃を受けつつ広西に逃げ帰った。第三次ベトナム遠征に従軍したモンゴル諸軍の内、陸軍は帰還した将兵の記録があるのに対し、樊楫・ウマルらが率いた水軍に属する将兵の帰還はほとんど記録がなく、水軍は特に白藤江の戦いで壊滅的打撃を受けたようである。